# Flavius Stoican
Flavius Vladimir Stoican (n. 24 noiembrie 1976, Vânju Mare, România) este un fotbalist român retras din activitate, care a jucat pe post de fundaș lateral la echipe ca FCU Craiova, Șahtior Donețsk și Dinamo. Pe plan internațional, are prezențe la națională pentru România. După încheierea carierei, a devenit antrenor, și a antrenat, printre altele, Dinamo, Dinamo II și Viitorul-Pandurii.

## Cariera de fotbalist
Stoican și-a început cariera la FC Drobeta, dar după un singur sezon a trecut la Universitatea Craiova, pentru care a jucat timp de șapte ani. În vara anului 2002, Stoican a trecut la Dinamo București.
În vara anului 2003, Shakhtar Donetsk, echipă antrenată de Mircea Lucescu, l-a achiziționat pe Stoican. A petrecut patru ani la Shakhtar apoi a trecut la Metalist Kharkiv. Nu a reușit să câștige un loc de titular la Metalist și a revenit la Dinamo București pentru ultimul sezon al carierei sale de fotbalist.

### Echipa națională
Între 1999 și 2005, Stoican a disputat 19 meciuri pentru echipa națonală. Debutul său a venit în mandatul lui Victor Pițurcă, într-un meci amical contra Ciprului, Stoican a intrat pe teren în locul lui Dan Petrescu. Meciul s-a încheiat 2–2. A jucat două meciuri în preliminariile UEFA Euro 2004 și lase în preliminariile Cupei Mondiale din 2006. Ultimul meci al lui Stoican la echipa națională a fost un amical contra Nigeriei câștigat de România cu 3-0.

## Cariera de antrenor
În 2009, după încheierea carierei de jucător, Stoican a fost numit antrenor la CS Minerul Valea Copcii, echipă din  Liga III. În sezonul 2010–11 a condus pe CSM Reșița. În iulie 2011, a fost numit antrenor principal la Dinamo II București. După doar șase luni, a demisionat de la Dinamo II și a preluat pe Chindia Târgoviște. A plecat de la Chindia în septembrie 2012, din cauza rezultatelor slabe. În octombrie 2012, Stoican a devenit antrenor principal la CS Mioveni, obiectivul său fiind promovarea în Liga I.

### Dinamo
În august 2013, a revenit la Dinamo II, echipă care acum juca în Liga III, iar obiectivul era promovarea în Liga II. La 22 septembrie 2013, Stoican a fost numit antrenor principal la FC Dinamo București. Contractul său a fost reziliat de comun acord pe 12 noiembrie 2014, clubul fiind pe locul șase în clasamentul din Liga I și tocmai părăsise Cupa României. În martie 2015, Stoican a revenit la Dinamo, însă doar până în mai același an.

### Politehnica Iași
În vara anului 2017, după perioada petrecută la Pandurii Târgu Jiu cu care nu a reușit menținerea în Liga I, Stoican a devenit antrenor la Politehnica Iași. La 24 februarie 2018, Politehnica Iași și-a asigurat calificarea în premieră în play-off-ul Ligii I. În cele din urmă, echipa a încheiat sezonul pe locul 6. În sezonul 2018-2019, Stoican și Poli Iași au ratat obiectivul, de a ajunge din nou în play-off. Înaintea ultimei etape din play-out, după ce ieșenii și-au asigurat matematic menținerea în Liga I, Stoican a anunțat că nu mai rămâne la Poli.

### Liga II - Petrolul și Viitorul Tg.Jiu
În iulie 2019, Stoican a revenit în Liga II, preluând conducerea tehnică a echipei Petrolul Ploiești. În decembrie același an, la finalul primei părți a sezonului 2019-2020 din Liga II, Petrolul se afla pe locul 8, iar Stoican a fost demis. După o pauză de nouă luni, Stoican a revenit în fotbal și a preluat pe Viitorul Târgu Jiu. Însă după ratarea play-off-ului în sezonul 2020-21 al Ligii II, Stoican a demisionat de la Viitorul.

### Revenirea la FC Universitatea Craiova
În octombrie 2021, Stoican a revenit la echipa FC Universitatea Craiova, la care a cunoscut consacrarea ca jucător, semnând un contract până la finalul sezonului cu gruparea din Bănie. După doar o lună, în care a condus patru meciuri pe banca Universității (o victorie, două egaluri și o înfrângere), Stoican a fost demis.

### Întoarcerea la Dinamo
În decembrie 2021, Stoican a preluat din nou pe Dinamo București, începând al treilea mandat la conducerea echipei din Capitală. A plecat de la Dinamo după doar opt meciuri în Liga 1 în care echipa a înregistrat o victorie, două remize și cinci înfrângeri.

### Din nou la Mioveni
La 24 august 2022, Stoican a semnat un contract pentru un sezon cu CS Mioveni cu obiectivul de menținere în SuperLigă. După înfrângerea cu Hermanstadt Sibiu din campionat (0-2), Flavius Stoican a fost demis din funcția de antrenor al CS Mioveni la 1 noiembrie, lăsând echipa pe ultimul loc în clasamentul Superligii, cu 8 puncte după 16 etape.

### FC Botoșani
În data de 10 decembrie 2022, Stoican a preluat conducerea tehnică a echipei FC Botoșani. A părăsit echipa moldoveană la finalul sezonului 2022-23 după o clasare pe locul 11.

## Interviuri
- Flavius Stoican, antrenor Dinamo II: „Tiki-taka la Dinamo II”, 14 iulie 2011, Bogdan Savin, Adevărul